# بريان لاركن
بريان لاركن (بالإنجليزية: Bryan Larkin)‏ هو مخرج وممثل بريطاني، ولد في 7 أغسطس 1973 بغلاسكو في المملكة المتحدة.

## أعمال

### أفلام
- (1989) ولد في الرابع من يوليو[3]
- (2016) سقوط لندن[4][5]

## وصلات خارجية
- بريان لاركن على موقع IMDb (الإنجليزية)
- بريان لاركن على موقع ألو سيني (الفرنسية)
- بريان لاركن على موقع أول موفي (الإنجليزية)
- بريان لاركن على موقع قاعدة بيانات الفيلم (الإنجليزية)
- بريان لاركن على موقع كينوبويسك (الروسية)